# Vega de Río Palmas
Vega de Río Palmas este o arie protejată (arie specială de conservare — SAC, sit de importanță comunitară — SCI) din Spania întinsă pe o suprafață de 365,7 ha, integral pe uscat.

## Localizare
Centrul sitului Vega de Río Palmas este situat la coordonatele 28°23′54″N 14°05′06″W / 28.3982°N 14.0851°V.

## Înființare
Situl Vega de Río Palmas a fost declarat sit de importanță comunitară în octombrie 1999 pentru a proteja 1 specie de animale. Situl a fost protejat și ca arie specială de conservare în ianuarie 2010.

## Biodiversitate
Situată în ecoregiunea , aria protejată conține 3 habitate naturale: Tufărișuri termo-mediteraneene și de pre-deșert, Plantații de palmieri Phoenix, Galerii și tufărișuri riverane sudice (Nerio-Tamaricetea și Securinegion tinctoriae).
La baza desemnării sitului se află o specie protejată de  reptile: Chalcides simonyi.